# Jimmy Douglas (amerykański piłkarz)
James Edward Douglas (ur. 12 stycznia 1898 w East Newark, zm. 5 marca 1972 w Point Pleasant) – amerykański piłkarz, reprezentant kraju, grający na pozycji napastnika.

## Kariera piłkarska
Karierę piłkarską rozpoczął w 1922 w klubie Harrison. Od tego czasu grał w klubach Newark Skeeters, New York Giants, Fall River Marksmen, Philadelphia Field Club, Brooklyn Wanderers, New York Nationals i New York Americans. W 1931 zakończył karierę piłkarską.

## Kariera reprezentacyjna
Karierę reprezentacyjną rozpoczął w 1924. Wziął udział w igrzyskach olimpijskich w Paryżu. Został powołany na MŚ 1930. Po tym turnieju nie zagrał w reprezentacji. W sumie wystąpił w 9 spotkaniach.